# برونو سيرلا
برونو سيرلا (بالإيطالية: Bruno Cerella)‏ مواليد 30 يوليو 1986 في باهيا بلانكا، الأرجنتين، هو لاعب كرة سلة إيطالي بدأ مسيرته الاحترافية في سنة 2003 يلعب مع فريق أولمبيا ميلانو ويحمل الرقم 7.

## فرق لعب لها
- بالاكانسترو فاريزي
- أولمبيا ميلانو

## روابط خارجية
- برونو سيرلا على موقع الدوري الأوروبي لكرة السلة (الإنجليزية)
- برونو سيرلا على موقع كرة السلة الأوروبية.كوم (الإنجليزية)
- برونو سيرلا على موقع ريلجم (الإنجليزية)
- برونو سيرلا على موقع بروبوليرز (الإنجليزية)
- برونو سيرلا على موقع سبورتس رفرنس (الإنجليزية)